# The Will o' the Wisp (film 1914)
The Will o' the Wisp è un film muto del 1914 diretto da Henry Otto.

## Trama
Dopo che Larry Thorn si è battuto in duello per Julia Rider, la sua fidanzata, con uno dei suoi spasimanti, questa lo lascia. Larry, allora, decide di andare a vivere nel deserto: cambia i suoi vestiti con quelli di un barbone e si costruisce una capanna. Conosce una ragazza del posto, Hazel, soprannominata The Will o' the Wisp, alla quale salva la vita. Il padre di lei, la vende a un tipo che ha promesso di sposarla. Ma l'uomo si rivela un vero mascalzone e Larry salva di nuovo la ragazza anche da quel triste destino: durante un'inondazione, Larry cerca di porli in salvo tutti e due, ma l'uomo non ce la fa e muore, mentre Hazel riesce a salvarsi.

## Produzione
Il film fu prodotto dalla Balboa Amusement Producing Company. Venne girato a Long Beach, la città californiana dove aveva la sua sede la casa di produzione.

## Distribuzione
Distribuito dalla Box Office Attractions Company, il film - presentato da William Fox - uscì nelle sale cinematografiche statunitensi il 21 settembre 1914.